# 阿雷亚什 (圣蒂尔苏)
阿雷亚什是葡萄牙波尔图区的一个堂区。总面积2.77平方公里，总人口2599人，人口密度938.3人/平方公里。